# Miłkowo (Orneta)
Miłkowo (deutsch Millenberg) ist ein Ort in der polnischen Woiwodschaft Ermland-Masuren. Er gehört zur Stadt-und-Land-Gemeinde Orneta (Wormditt) im Powiat Lidzbarski (Kreis Heilsberg).

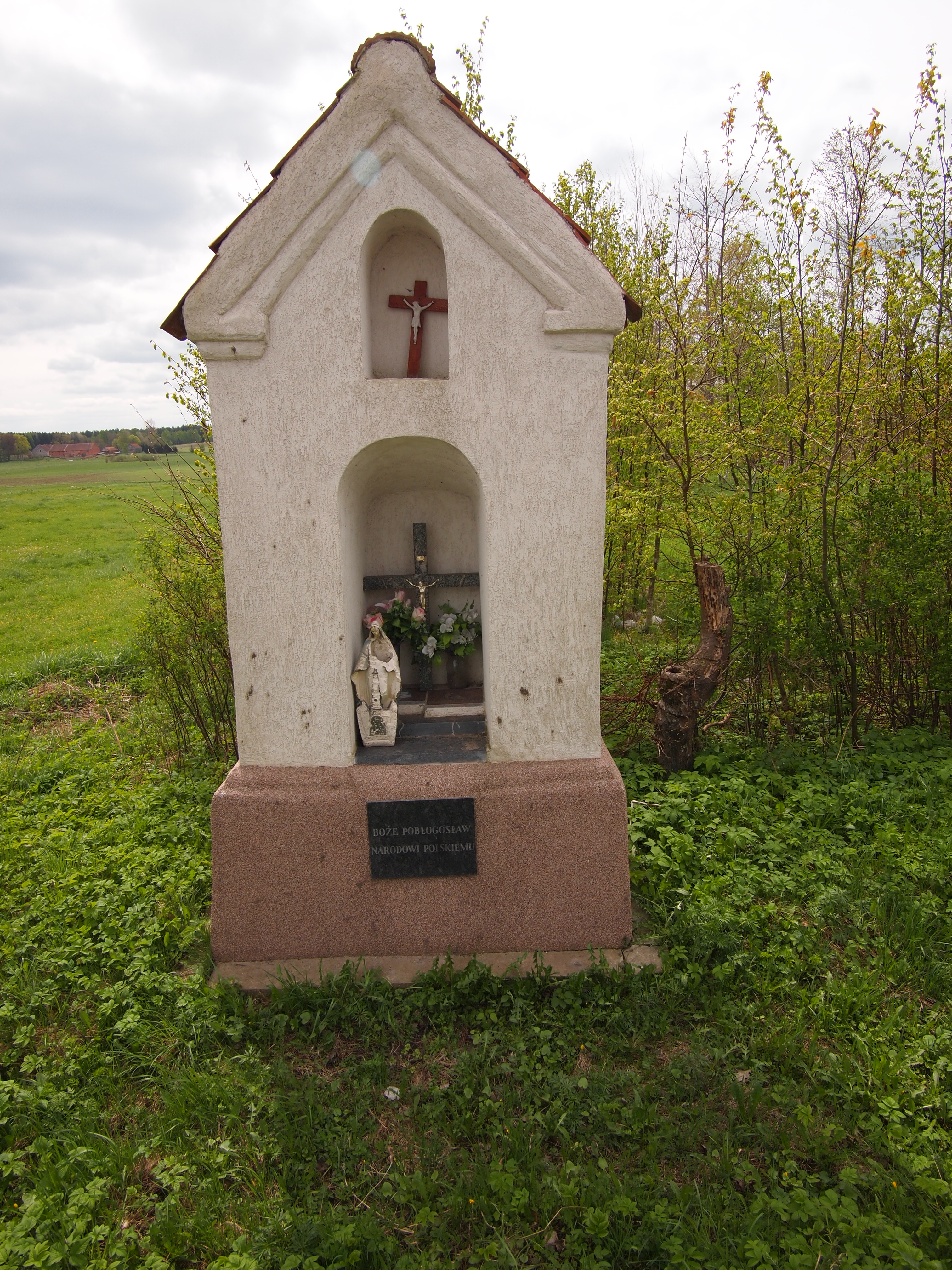
Bildstock in Miłkowo

## Geographische Lage
Miłkowo liegt im Nordwesten der Woiwodschaft Ermland-Masuren, 39 Kilometer südöstlich der einstigen Kreisstadt Braunsberg (polnisch Braniewo) bzw. 19 Kilometer nordwestlich der heutigen Kreismetropole  Lidzbark Warmiński (deutsch Heilsberg).

## Geschichte
Das Dorf Millemberg, erst nach 1785 Millenberg genannt, wurde 1874 als eine Landgemeinde in den neu errichteten Amtsbezirk Migehnen (polnisch Mingajny) im ostpreußischen Kreis Braunsberg, Regierungsbezirk Königsberg, aufgenommen. Am 10. Juni 1885 wurde die Besitzung Buchwald (polnisch Grabniak) als Teil der Stadtgemeinde Wormditt (polnisch Orneta) nach Milenberg eingemeindet.
Im Jahre 1910 waren in Millenberg 321 Einwohner gemeldet. Ihre Zahl belief sich im Jahre 1933 auf 313 und im Jahre 1939 auf 293.
Nach der Abtretung des gesamten südlichen Ostpreußen in Kriegsfolge 1945 an Polen erhielt Millenberg die polnische Namensform „Miłkowo“. Das Dorf ist heute eine Ortschaft innerhalb der Gmina Orneta (Stadt-und-Land-Gemeinde Wormditt) im Powiat Lidzbarski (Kreis Heilsberg), von 1975 bis 1998 der Woiwodschaft Elbląg, seither der Woiwodschaft Ermland-Masuren zugehörig.

## Religion
Vor 1945 gehörte Millenberg zur römisch-katholischen Pfarrei in Migehnen (polnisch Mingajny), genauso wie Miłkowo noch heute. Außerdem war das Dorf bis 1945 in die evangelische Kirche Wormditt eingegliedert, die zur Kirchenprovinz Ostpreußen der Kirche der Altpreußischen Union gehörte., ist allerdings heute der Diözese Masuren der Evangelisch-Augsburgischen Kirche in Polen zugeordnet.

## Verkehr
Miłkowo liegt an der verkehrsreichen Woiwodschaftsstraße 513, die von Krosno (Krossen) aus die Städte Pasłęk (Preußisch Holland), Orneta (Wormditt) und Lidzbark Warmiński (Heilsberg) miteinander und mit Wozławki (Wuslack) verbindet. Eien von Jesionowo (Eschenau) (an der früheren deutschen Reichsstraße 142 gelegen) endet in Miłkowo. Eine Bahnanbindung besteht nicht.